# Muriel Darmon
Muriel Darmon, née en 1973, est une sociologue française, directrice de recherche au Centre national de la recherche scientifique. Depuis 2012, elle est rattachée au Centre européen de sociologie et de science politique (CESSP) de l'École des hautes études en sciences sociales. Ses recherches portent sur les processus de socialisation et de production de l'habitus, en particulier autour des thèmes de la jeunesse, du corps et de la santé. Elle est présidente de l'Association française de sociologie (AFS), entre 2017 et 2021.

## Travaux
De cette thèse est tiré le livre Devenir anorexique : Une approche sociologique, publié en 2003 aux éditions La Découverte. Plutôt que d'aborder l'anorexie comme une maladie mentale relevant de la psychiatrie, elle l'analyse en tant que processus social,,, Le livre est basé sur des travaux commencés lors de ses recherches doctorales; elle a soutenu sa thèse « Approche sociologique de l'anorexie : un travail de soi », en 2001 sous la direction de François de Singly à l'université de Paris-5,. Au cours de son travail de terrain, Muriel Darmon a eu des difficultés à accéder à un hôpital psychiatrique pour ses recherches : elle les a décrites dans son article « La sociologue, le psychiatre et la boulangère : analyse d'un refus de terrain », après que le médecin-chef d'un hôpital a rejeté la demande d'entretiens de Darmon, arguant que les sociologues n'avaient pas plus à dire sur l'anorexie que les boulangers : « Écoutez, c’est comme si une boulangère venait me voir, en me disant “je voudrais considérer l’anorexie par rapport à la boulange”. L’anorexie par rapport à la boulange, ça existe et c’est facile : elles ne mangent pas de pain. » 
En 2015, Muriel Darmon publie Classes préparatoires : La fabrique d'une jeunesse dominante. Le livre est une étude ethnographique des classes préparatoires aux grandes écoles. Au cours de deux années de travail de terrain, Darmon a mené 100 entretiens et passé 100 heures d'observation dans deux classes prépas, l'une scientifique et l'autre économique, dans un lycée qu'elle décrit comme « intermédiaire », c'est-à-dire situé à mi-chemin entre les lycées les plus connus de Paris et les petits lycées de province. Sur la base de ce matériau, Darmon, suivant la tradition sociologique de Pierre Bourdieu, a analysé les dispositifs de pouvoir qui en viennent à définir les identités des élèves au cours de leur passage dans ces établissements, ainsi que les habitus et types d'individus produits par ces institutions.
Forte de ses travaux sur la socialisation, elle a rédigé un ouvrage de synthèse sur cette notion, aux éditions Armand Colin, dont la quatrième édition est parue en 2023,,,.
En 2019, elle publie aux éditions La Découverte le livre Réparer les cerveaux. Sociologie des pertes et des récupérations post-AVC, dans lequel elle rend compte d'une enquête effectuée auprès des victimes d'accidents vasculaires cérébraux. Elle étudie en particulier le travail de rééducation et les résultats différenciés de ces apprentissages selon la classe sociale des patients et leur genre,,,.

## Distinctions
- Médaille d'argent du CNRS 2025[21]